# Шиповача
Шиповача је насељено мјесто у Босни и Херцеговини у општини Љубушки које административно припада Федерацији Босне и Херцеговине. Према попису становништва из 1991. у насељу је живјело 623 становника.

## Географски положај
Налази се на самој граници са Хрватском.

## Природне одлике
Шиповача је низијски крај те обилује плодним ораницама и шумама, а становништво се углавном бави пољопривредом.

## Становништво
| Националност       | 1991.        | 1981.        | 1971.        |
| Хрвати             | 617 (99,03%) | 684 (98,98%) | 757 (99,73%) |
| Срби               | 1 (0,16%)    | 0            | 1 (0,13%)    |
| Муслимани          | 0            | 0            | 0            |
| Југословени        | 0            | 1 (0,14%)    | 0            |
| остали и непознато | 5 (0,80%)    | 6 (0,86%)    | 1 (0,13%)    |
| Укупно             | 623          | 691          | 759          |